# Emil Jaroš
Emil Jaroš (* 21. listopadu 1943 Praha) je český lékař a politik, v 90. letech 20. století poslanec České národní rady a Poslanecké sněmovny za ODS.

## Biografie
Ve volbách v roce 1992 byl zvolen do České národní rady za ODS (volební obvod Východočeský kraj). Zasedal ve výboru pro sociální politiku a zdravotnictví. Od vzniku samostatné České republiky v lednu 1993 byla ČNR transformována na Poslaneckou sněmovnu Parlamentu České republiky. Zde zasedal do konce funkčního období parlamentu, tedy do voleb v roce 1996. Angažoval se v zdravotnických tématech a předkládal návrh protikuřáckého zákona. V únoru 1994 ho před domem v Hradci Králové fyzicky napadl neznámý útočník a vyhrožoval mu. Útok měl souviset se stavebním povolením na provoz restaurace v jednom objektu v Hradci, kde se kvůli tomu vedly spory mezi majitelem a nájemníky, v čemž se Jaroš angažoval na straně nájemníků.
V sněmovních volbách roku 1996 byl zařazen na nevolitelné místo kandidátky ODS a poslancem se již nestal. V srpnu 1996 pak svou stranu kritizoval a prohlásil, že se z ní stává uzavřená společnost. Uvažoval tehdy dokonce o tom, že by v podzimních senátních volbách kandidoval jako nezávislý za senátní obvod č. 45 - Hradec Králové. Nakonec ale přihlášku do voleb nepodal.
Angažoval se i v komunální politice. V komunálních volbách roku 1994 a komunálních volbách roku 1998 neúspěšně kandidoval za ODS do zastupitelstva města Hradec Králové. Zvolen do tamního zastupitelstva byl až v komunálních volbách roku 2002 a znovu v komunálních volbách roku 2006. Profesně se uvádí jako chirurg, později primář chirurgické kliniky.